# Govājag-e Pāpar
Govājag-e Pāpar (persiska: گجگ پشتكوه, گَجگِ پُشتكوه, گو اجگ پاپر, Gojg-e Poshtkūh) är en ort i Iran.   Den ligger i provinsen Hormozgan, i den sydöstra delen av landet, 1 000 km sydost om huvudstaden Teheran. Govājag-e Pāpar ligger 411 meter över havet och antalet invånare är 153.
Terrängen runt Govājag-e Pāpar är kuperad åt nordost, men åt sydväst är den bergig. Govājag-e Pāpar ligger nere i en dal. Runt Govājag-e Pāpar är det ganska glesbefolkat, med 50 invånare per kvadratkilometer. Närmaste större samhälle är Sarzeh Posht Band, 19,4 km sydost om Govājag-e Pāpar. Omgivningarna runt Govājag-e Pāpar är i huvudsak ett öppet busklandskap.